# Venezillo fillolae
Venezillo fillolae is een pissebed uit de familie Armadillidae. De wetenschappelijke naam van de soort is voor het eerst geldig gepubliceerd in 1993 door Rodriguez & Barrientos.